# Bunica
Bunica är ett vattendrag i Bosnien och Hercegovina. Det ligger i entiteten Federationen Bosnien och Hercegovina, i den södra delen av landet, 135 km sydväst om huvudstaden Sarajevo.
Omgivningarna runt Bunica är en mosaik av jordbruksmark och naturlig växtlighet. Runt Bunica är det ganska tätbefolkat, med 80 invånare per kvadratkilometer.